# Cupa Mondială de Baschet Masculin din 2019 - Grupa P
Grupa P de la Cupa Mondială de Baschet Masculin din 2019 a fost o grupă pentru stabilirea clasamentului din cadrul Cupei Mondiale de Baschet Masculin din 2019 care și-a desfășurat meciurile la Shanghai Oriental Sports Center, Shanghai. Echipele din această grupă sunt cele care s-au clasat pe ultimele două locuri din grupele preliminare Grupa G și Grupa H. Echipele au jucat contra celorlalte două echipă din cealaltă grupă. După ce toate meciurile au fost jucate, echipa de primul loc a fost clasată în zona locurilor 17-20, echipa de pe locul al doilea a fost clasată în zona locurilor 21-24, echipa de pe locul al treilea a fost clasată în zona locurilor 25-28, iar echipa de pe locul al patrulea a fost clasată în zona locurilor 29-32.

## Clasament
| Loc | Echipa   | MJ | V | Î | PM  | PP  | PD   | Pct |
| --- | -------- | -- | - | - | --- | --- | ---- | --- |
| 1   | Germania | 5  | 3 | 2 | 409 | 364 | +45  | 8   |
| 2   | Canada   | 5  | 2 | 3 | 445 | 413 | +32  | 7   |
| 3   | Iordania | 5  | 1 | 4 | 352 | 482 | −130 | 6   |
| 4   | Senegal  | 5  | 0 | 5 | 330 | 432 | −102 | 5   |

## Meciuri

### Canada vs. Iordania
| 7 septembrie 2019 16:00 |

| Boxscore |

| Canada                                              | 126–71 | Iordania                                       |
| Scorul pe sferturi: 31–13, 32–22, 36–15, 27–21      |        |                                                |
| Pt: Wiltjer 29 Rec: Birch, Klassen 7 Pase: Joseph 8 |        | Pt: Tucker 13 Rec: Abuwazaneh 6 Pase: Abdeen 4 |

### Germania vs. Senegal
| 7 septembrie 2019 20:00 |

| Boxscore |

| Germania                                           | 89–78 | Senegal                                                |
| Scorul pe sferturi: 14–11, 22–26, 30–23, 23–18     |       |                                                        |
| Pt: Schröder 24 Rec: Voigtmann 9 Pase: Schröder 12 |       | Pt: I. Faye, Ndour 17 Rec: I. Faye 7 Pase: D'Almeida 6 |

### Iordania vs. Senegal
| 9 septembrie 2019 16:00 |

| Boxscore |

| Iordania                                       | 79–77 | Senegal                                      |
| Scorul pe sferturi: 22–16, 13–20, 20–20, 24–21 |       |                                              |
| Pt: Tucker 34 Rec: Tucker 11 Pase: Ibrahim 9   |       | Pt: Ndoye 22 Rec: Ndoye 11 Pase: D'Almeida 7 |

### Germania vs. Canada
| 9 septembrie 2019 20:00 |

| Boxscore |

| Germania                                          | 82–76 | Canada                                     |
| Scorul pe sferturi: 17–12, 19–21, 20–23, 26–20    |       |                                            |
| Pt: Schröder 21 Rec: Schröder 10 Pase: Schröder 9 |       | Pt: Wiltjer 18 Rec: Birch 9 Pase: Joseph 6 |